# Isotopes du lawrencium
Le lawrencium (Lr, numéro atomique 103) est un élément synthétique qui n'a par conséquent pas de masse atomique standard. Comme tous les éléments synthétiques, il ne possède aucun isotope stable. Le premier isotope à avoir été synthétisé  est 258Lr en 1961. 12 radioisotopes sont connus, de 252Lr à 266Lr, ainsi qu'un isomère (253mLr). L'isotope a la plus longue durée de vie connue est 266Lr avec une demi-vie de 11 heures. Des demi-vies plus longues sont attendues pour des isotopes plus lourds.

## Table des isotopes
| Symbole du nucléide | Z(p)                 | N(n)                 | Masse isotopique (u) | Demi-vie                   | Modes de désintégration, | Isotope(s) fils | Spin nucléaire |
| Symbole du nucléide | Énergie d'excitation | Énergie d'excitation | Énergie d'excitation | Demi-vie                   | Modes de désintégration, | Isotope(s) fils | Spin nucléaire |
| ------------------- | -------------------- | -------------------- | -------------------- | -------------------------- | ------------------------ | --------------- | -------------- |
| 252Lr               | 103                  | 149                  | 252,09526(26)#       | 390(90) ms [0,36(+11−7) s] | α (90 %)                 | 248Md           |                |
| 252Lr               | 103                  | 149                  | 252,09526(26)#       | 390(90) ms [0,36(+11−7) s] | β+ (10 %)                | 252No           |                |
| 252Lr               | 103                  | 149                  | 252,09526(26)#       | 390(90) ms [0,36(+11−7) s] | FS (1 %)                 | (divers)        |                |
| 253Lr               | 103                  | 150                  | 253,09509(22)#       | 580(70) ms [0,57(+7−6) s]  | α (90 %)                 | 249Md           | (7/2−)         |
| 253Lr               | 103                  | 150                  | 253,09509(22)#       | 580(70) ms [0,57(+7−6) s]  | FS (9 %)                 | (divers)        | (7/2−)         |
| 253Lr               | 103                  | 150                  | 253,09509(22)#       | 580(70) ms [0,57(+7−6) s]  | β+ (1 %)                 | 253No           | (7/2−)         |
| 253mLr              | 30(100)# keV         | 30(100)# keV         | 30(100)# keV         | 1,5(3) s [1.5(+3−2) s]     |                          |                 | (1/2−)         |
| 254Lr               | 103                  | 151                  | 254,09648(32)#       | 13(3) s                    | α (78 %)                 | 250Md           |                |
| 254Lr               | 103                  | 151                  | 254,09648(32)#       | 13(3) s                    | β+ (22 %)                | 254No           |                |
| 254Lr               | 103                  | 151                  | 254,09648(32)#       | 13(3) s                    | FS (0,1 %)               | (divers)        |                |
| 255Lr               | 103                  | 152                  | 255,096562(19)       | 22(4) s                    | α (69 %)                 | 251Md           | 7/2−#          |
| 255Lr               | 103                  | 152                  | 255,096562(19)       | 22(4) s                    | β+ (30 %)                | 255No           | 7/2−#          |
| 255Lr               | 103                  | 152                  | 255,096562(19)       | 22(4) s                    | FS (1 %)                 | (divers)        | 7/2−#          |
| 256Lr               | 103                  | 153                  | 256,09849(9)         | 27(3) s                    | α (80 %)                 | 252Md           |                |
| 256Lr               | 103                  | 153                  | 256,09849(9)         | 27(3) s                    | β+ (20 %)                | 256No           |                |
| 256Lr               | 103                  | 153                  | 256,09849(9)         | 27(3) s                    | FS (0,01 %)              | (divers)        |                |
| 257Lr               | 103                  | 154                  | 257,09942(5)#        | 646(25) ms                 | α (99,99 %)              | 253Md           | 9/2+#          |
| 257Lr               | 103                  | 154                  | 257,09942(5)#        | 646(25) ms                 | β+ (0,01 %)              | 257No           | 9/2+#          |
| 257Lr               | 103                  | 154                  | 257,09942(5)#        | 646(25) ms                 | FS (0,001 %)             | (divers)        | 9/2+#          |
| 258Lr               | 103                  | 155                  | 258,10176(11)#       | 4,1(3) s                   | α (95 %)                 | 254Md           |                |
| 258Lr               | 103                  | 155                  | 258,10176(11)#       | 4,1(3) s                   | β+ (5 %)                 | 258No           |                |
| 259Lr               | 103                  | 156                  | 259,10290(8)#        | 6,2(3) s                   | α (77 %)                 | 255Md           | 9/2+#          |
| 259Lr               | 103                  | 156                  | 259,10290(8)#        | 6,2(3) s                   | FS (23 %)                | (divers)        | 9/2+#          |
| 259Lr               | 103                  | 156                  | 259,10290(8)#        | 6,2(3) s                   | β+ (0,5 %)               | 259No           | 9/2+#          |
| 260Lr               | 103                  | 157                  | 260,10551(13)#       | 2,7 min                    | α (75 %)                 | 256Md           |                |
| 260Lr               | 103                  | 157                  | 260,10551(13)#       | 2,7 min                    | β+ (15 %)                | 260No           |                |
| 260Lr               | 103                  | 157                  | 260,10551(13)#       | 2,7 min                    | FS (10 %)                | (divers)        |                |
| 261Lr               | 103                  | 158                  | 261,10688(22)#       | 44 min                     | FS                       | (divers)        |                |
| 261Lr               | 103                  | 158                  | 261,10688(22)#       | 44 min                     | α (rare)                 | 257Md           |                |
| 262Lr               | 103                  | 159                  | 262,10961(22)#       | 216 min                    | β+                       | 262No           |                |
| 262Lr               | 103                  | 159                  | 262,10961(22)#       | 216 min                    | α (rare)                 | 258Md           |                |
| 266Lr               | 103                  | 163                  | 266,11983(56)#       | 11 h                       | FS                       | (divers)        |                |

1. ↑  Abréviations :
FS : fission spontanée
2. ↑  Pas directement synthétisé, produit de désintégration de 256Db
3. 1 2  Pas directement synthétisé, produit de désintégration de 257Db
4. ↑  Pas directement synthétisé, produit de désintégration de 258Db
5. ↑  Pas directement synthétisé, produit de désintégration de 294Ts